# 马嗣宗
马嗣宗，直隶大兴人，明朝政治人物。
马嗣宗曾于景泰元年（1450年）接替李春任漳州府知府一职，景泰四年（1453年）御史许仕达巡按福建，“执漳州知府马嗣宗送京师”。